# Schapenduinen
Schapenduinen is een landgoed in de plaats Bloemendaal. In 1787 werd het duingebied aangekocht door textielkoopman Willem Philips Kops. Deze beplantte het gebied met dennen en liet er schapen grazen. Hiervan stamt de naam 'Schapenduinen'. Begin negentiende eeuw kwam het terrein van 40 ha groot in handen van de familie Teding van Berkhout. Door vererving en verkoop raakte het bezit versnipperd. Het oostelijk deel van het landgoed, ter grootte van 12 hectare, werd in 1918 gekocht door Jacob Bierens de Haan. Deze liet er tussen 1930 en 1932 een L-vormig landhuis met 25 kamers bouwen, ontworpen door architect Wouter Hamdorff. Het huis is een rijksmonument. Aan de noordzijde is een dienstwoning aangebouwd.

## Oorlogsjaren
Tijdens de Tweede Wereldoorlog woonde de weduwe van Bierens de Haan met twee dochters op Schapenduinen. Op het landgoed verbleven toen diverse onderduikers: enkele studenten, waaronder twee van haar zonen, een echtpaar en een geëvacueerd gezin uit IJmuiden. De illegale bewoners verbouwden diverse gewassen voor de bewoners en enkele verzetsmensen. Ook hielden ze geiten. Lange tijd werd men met rust gelaten. Vanaf 1944 kwam de Duitse bezetter meermaals op het landgoed en vonden er enkele razzia's plaats. De meeste onderduikers werden niet gevonden. Uiteindelijk moesten de bewoners Schapenduinen op 11 april 1945 verlaten en werd de villa door de Duitsers bezet. Op 5 mei vertrokken de bezetters.

## Na de oorlog
Tijdens de zomer van 1945 werd een groot deel van het huis ter beschikking gesteld aan Corrie ten Boom voor het herstel van slachtoffers uit de concentratiekampen.
In 1963 verkocht de familie Bierens de Haan het huis aan ds J. Jellema, eigenaar van het gemengde internaat Rijperduin te Bloemendaal. Die hier vanaf toen zijn gezin en alle jongens van het internaat onderbracht. In 1967 verkocht ds J. Jellema het huis aan de St. Jozephstichting en werd er een tehuis voor geestelijk gehandicapte kinderen gevestigd. In 1989 is het huis opnieuw verkocht. De nieuwe eigenaren, de broers Jan en Gijs de Jong, voegden het oostelijke en westelijke deel van Schapenduinen weer samen. Het landgoed heeft thans een beschermde status als onderdeel van het Natura 2000-gebied Zuid-Kennemerland.